# 小行星11145
小行星11145（11145 Emanuelli）是一颗绕太阳运转的小行星，为主小行星带小行星。该小行星于1997年8月29日发现。

## 轨道参数
小行星11145的轨道半长轴为2.2053345 UA，离心率为0.141。